# Preußlitz
Preußlitz ist ein Ortsteil der Stadt Bernburg (Saale) im Salzlandkreis in Sachsen-Anhalt.

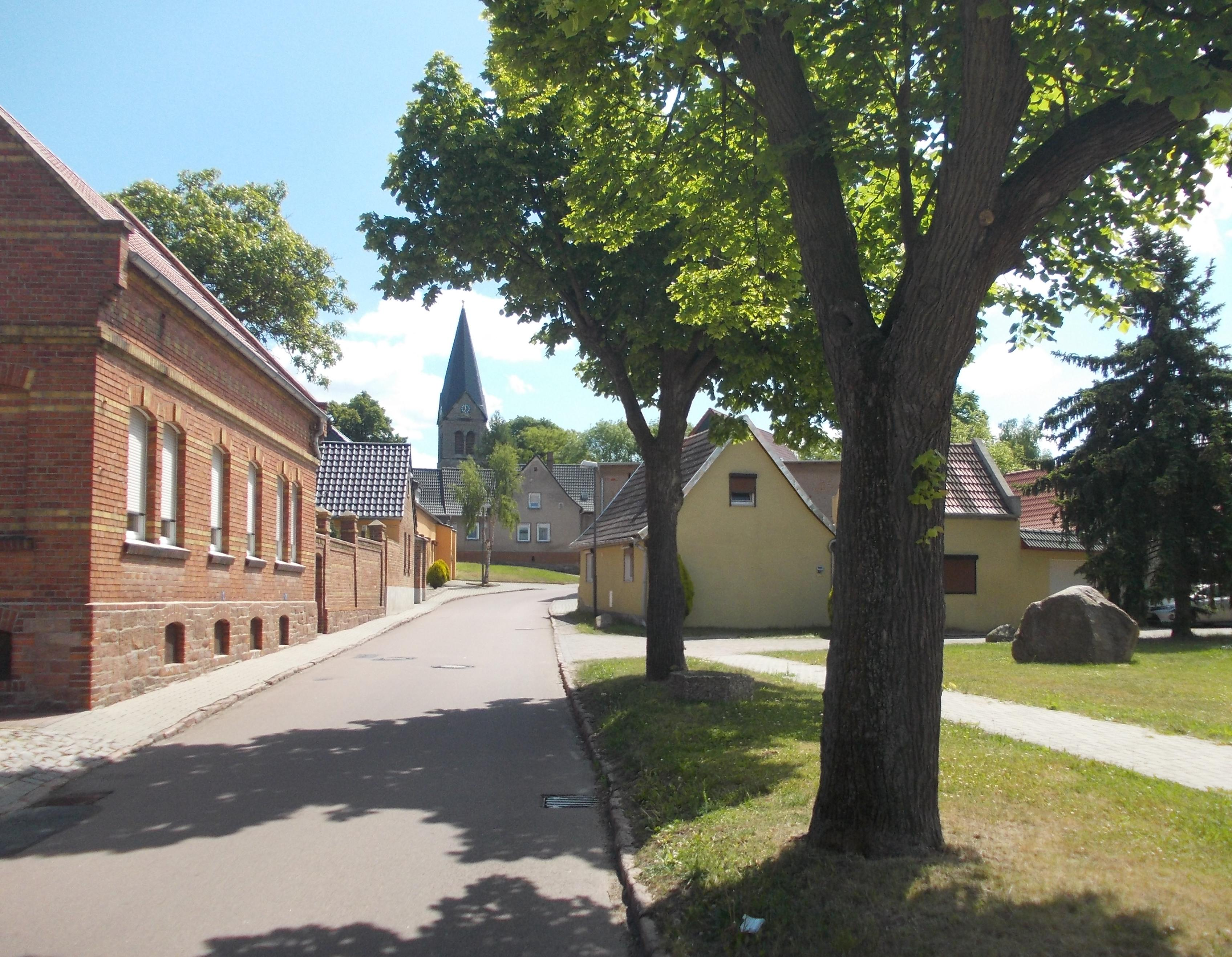
Preußlitzer Hauptstraße

## Geografie
Preußlitz liegt südöstlich von Bernburg (Saale) an der Fuhne. Das Gemeindegebiet gehört historisch zu Anhalt.
Als Ortsteile der ehemaligen Gemeinde waren Leau und Plömnitz ausgewiesen.

## Geschichte

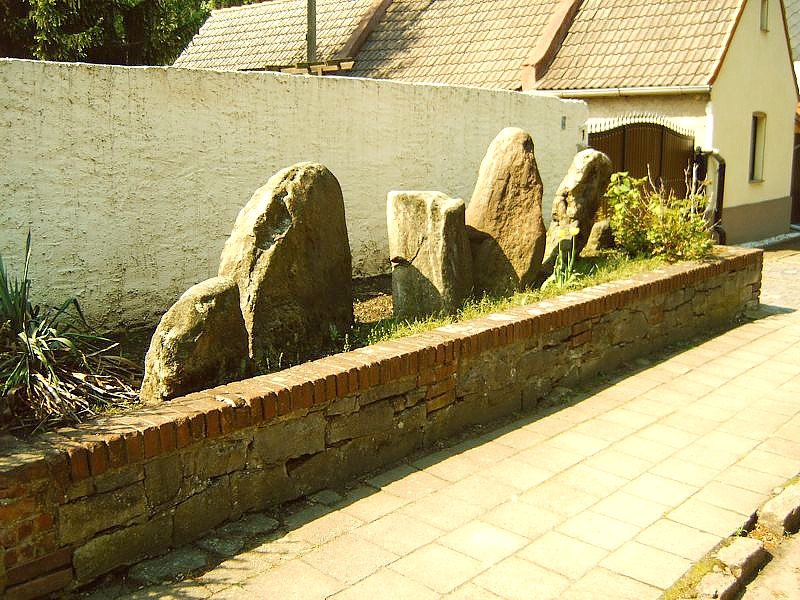
Die Sieben Steine von Preußlitz.

Auf die ehemals hohe dreistellige Anzahl frühgeschichtlicher Hügelgräber, die im 18. Jahrhundert und vor allem im 19. Jahrhundert im Raum Bernburg und Köthen der landwirtschaftlichen Nutzung zum Opfer fielen, verweisen auch die Sieben Steine von Preußlitz. Diese Menhire wurden lange vor 1800 von den eingeebneten Hügeln und Hügelgräbern der Preußlitzer Flur zusammengetragen. Einer der Steine wurde in den letzten Jahrzehnten entfernt. Bei einer Untersuchung durch Waldtraut Schrickel in den 1950er Jahren waren aber noch alle sieben vorhanden. Die ungewöhnliche Menhirsammlung regte Anfang des 19. Jahrhunderts zur Entstehung einer lokalen anhaltischen Sage an (1844 gedruckt).
Die Siedlung Preußlitz ist slawischen Ursprungs und wurde erstmals im 11. Jahrhundert erwähnt. Lange Zeit gehörte Preußlitz dem Benediktiner-Kloster Nienburg. Preußlitz und seine heutigen Ortsteile Leau und Plömnitz gehören historisch zu Anhalt. Die Gerichtsbarkeit über Leau lag jedoch bei den Herren von Krosigk zu (Neu-)Beesen im Erzstift Magdeburg bzw. späteren preußischen Herzogtum Magdeburg. Diese hatten die von Krosigk ursprünglich als Lehen der Grafschaft Alsleben erhalten.
Ab 1863 lagen Preußlitz und Plömnitz im Landkreis Köthen, während Leau zum Landkreis Bernburg im Fürstentum Anhalt gehörte, das 1918 zum Freistaat Anhalt wurde. Von Mitte des 19. Jahrhunderts bis 1925 wurde das Preußlitzer Land durch den Abbau von Braunkohle landschaftlich verändert. Zahlreiche heute mit Wasser gefüllte Tagebaurestlöcher laden heute zum Baden und Angeln ein. Der bedeutendste Tagebau war die 1890 getäufte „Grube Marie“, der heutige „Mariensee“. Eine Brikettfabrik produzierte bis 1929.
In Leau und im benachbarten Plömnitz wurden auf Beschluss der Jägerstabes unter Beteiligung des Ingenieurbüros Schlempp seit 1944 unter der Tarnbezeichnung „Leopard“ zwei Außenlager des KZ Buchenwald eingerichtet für 1.000 bis 2.000 Häftlinge, dazu in Plömnitz seit Februar 1945 ein Frauenlager für 150 ungarische Jüdinnen, die für die Solvay-Werke und die Junkers-Werke schwere Zwangsarbeit verrichten mussten, die zahlreiche Opfer forderte. Von den auf dem Friedhof Begrabenen sollen nach 1945 allein 450 exhumiert und am Sowjetischen Ehrenmal Bernburg beigesetzt worden sein.
1932 kamen Preußlitz und Plömnitz zum Landkreis Dessau-Köthen, der 1950 in Landkreis Köthen umbenannt wurde.
Am 20. Juli 1950 wurde die bis dahin eigenständige Gemeinde Plömnitz nach Preußlitz eingemeindet.
Durch die zweite Kreisreform in der DDR im Jahr 1952 wurde Preußlitz mit Plömnitz dem Kreis Bernburg im Bezirk Halle zugeteilt, zu dem auch Leau im bisherigen Landkreis Bernburg kam.
Am 1. Januar 1957 wurde die bis dahin eigenständige Gemeinde Leau nach Preußlitz eingemeindet. Mit der deutschen Wiedervereinigung kam Preußlitz im Jahr 1990 zum Landkreis Bernburg, der 2007 im Salzlandkreis aufging.
Die Gemeinde Preußlitz gehörte ab dem 1. Januar 2005 der Verwaltungsgemeinschaft Nienburg (Saale) an. Am 1. Januar 2010 wurde die bis dahin selbstständige Gemeinde zusammen mit den Gemeinden Baalberge, Biendorf, Gröna, Peißen, Poley und Wohlsdorf in die Stadt Bernburg (Saale) eingemeindet.

## Kultur und Sehenswürdigkeiten

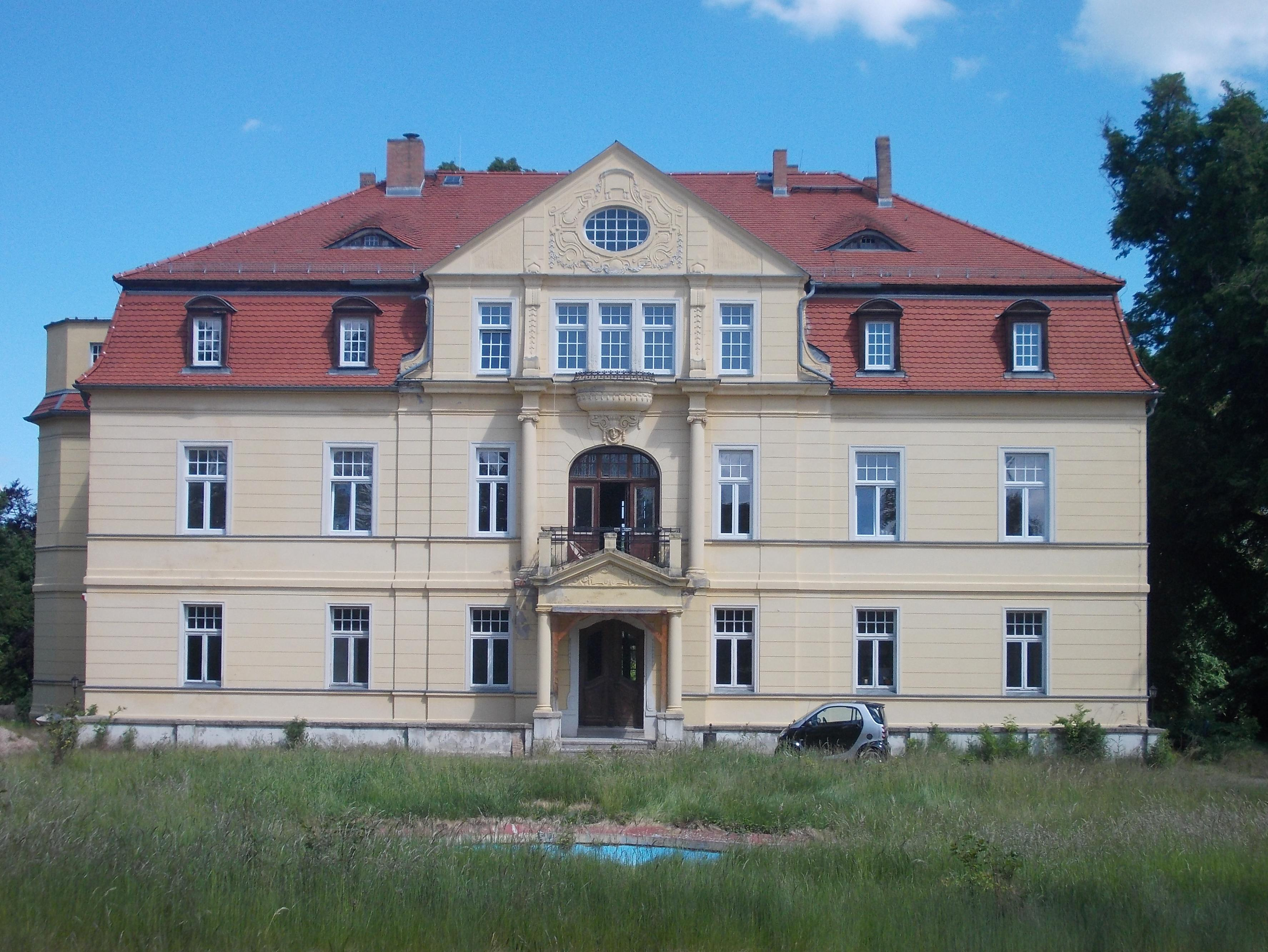
Gutshaus des Krügerschen Gutes

### Bauwerke

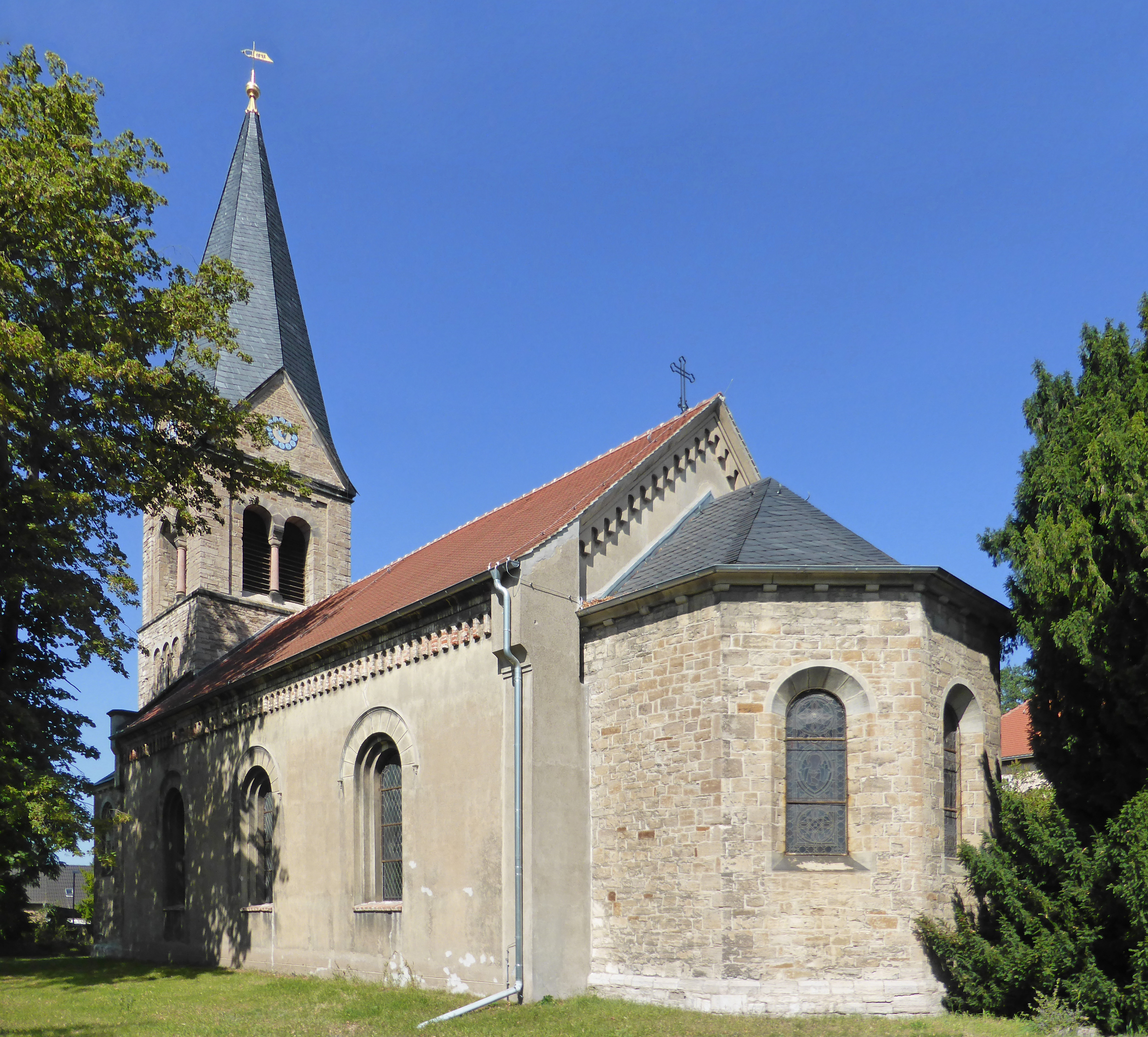
Kirche

- Krügersches Gut mit dem auch als Schloss Preußlitz bezeichneten Gutshaus
- die Gedenkstätte auf dem Leauer Friedhof (ehemaliges KZ-Außenlager Leopard des KZ Buchenwald – auch Codename: „Leau“).
- Evangelische Dorfkirche, Kirchenschiff im Kern 1681, Rest 1893/95 überformt

## Wirtschaft und Infrastruktur

### Verkehr
Nördlich der Gemeinde verläuft die Bundesstraße 185 (Bernburg (Saale)–Köthen (Anhalt)). Die Bundesautobahn 14, die von Halle (Saale) nach Magdeburg führt, liegt südlich von Preußlitz.
Durch den Ort verläuft der Europaradweg R1, der das französische Boulogne-sur-Mer mit Sankt Petersburg in Russland verbindet. Auf derselben Routenführung verläuft auf diesem Abschnitt ebenfalls der Radweg Deutsche Einheit sowie der D11.

## Persönlichkeiten
- Hermann Herre (1864–1921), Historiker